# Upplands runinskrifter 741
Upplands runinskrifter 741 är en försvunnen vikingatida runsten som stått rest i Hemsta, Boglösa socken och Enköpings kommun. Stenens höjd är omkring 1,30 meter och bredden 0,65 meter. Den försvann någon gång under 1800-talet.

## Inskriften
Translitterering av runraden:
[hulʀstan : lit : kera : mer-... ...lf sun sin ·]
Normalisering till runsvenska:
Holmstæinn let gæra mær[ki] ..., sun sinn.
Översättning till nusvenska:
Holmsten lät göra minnesmärket . . ., sin son